# Szergény
Szergény község Vas vármegyében, a Celldömölki járásban.

## Fekvése
Celldömölktől északkeletre, a Marcal mellett, Kemeneshőgyész és Kemenesmagasi között fekvő település.

### Megközelítése
A településen, annak főutcájaként végighúzódik, nagyjából délkelet-északnyugati irányban a 8411-es út, ezen érhető el déli szomszédai irányából. Északi külterületei között elhalad a 8412-es út is.
Az ország távolabbi részei felől Pápa vagy Celldömölk érintésével közelíthető meg a legegyszerűbben: a két várost összekötő 834-es főúton Nemesszalók központjáig kell eljutni, majd ott észak felé kanyarodni a 8411-esre. Celldömölk felől elérhető Vönöckön keresztül is, a 8611-es, majd onnan tovább a 8412-es úton.
Vasútvonal nem érinti, a legközelebbi vasúti csatlakozási lehetőség a Győr–Celldömölk-vasútvonal Vinár vasútállomása, mintegy 2,5 kilométerre délre.

## Története
A település és környéke ősidők óta lakott hely volt, amit a falutól nyugatra eső Szergényi-domb őskori leletei is bitonyítanak, de római korból való leletek is előkerültek a környéken.
A helység mellett, a Marcal folyón levő révátkelőről egy 1323-ban kelt oklevelében történt említés, majd 1408-ban a falu nevét is említette egy oklevél Zergyn néven. 1373-ban Nyéki Lőrinc fiai kapták meg a környéken fekvő birtokokat.
A 15. században a somlói uradalomhoz tartozott. Birtokosa ekkor a Garai család volt, 1434-ben Kanizsai László, 1495-ben pedig Bakócz Tamás esztergomi érsek birtoka volt.
A 16. században Ugod várának tartozéka volt. 1528-ban I. Ferdinánd Várallyai Horváth Jánosnak adta adományként. Később a Nádasdyak, Balassák, majd az Erdődyek birtoka volt a jánosházai uradalom részeként.
1549-től török hódoltsági terület, de adót folyamatosan csak Pápa eleste után fizettek.
A 20. század elején Vas vármegye Celldömölki járásához tartozott. 1910-ben 845 lakosából 844 magyar volt. Ebből 102 római katolikus, 722 evangélikus, 14 izraelita volt.

## Közélete

### Polgármesterei
- 1990–1994: Bokányi Imre Tamás (független)[3]
- 1994–1998: Tompa Zsolt (független)[4]
- 1998–2000: Tompa Zsolt (független)[5]
- 2001–2002: Pintér Imre (független)[6][7]
- 2002–2006: Pintér Imre (független)[8]
- 2006–2010: Piri Balázs (független)[9]
- 2010–2014: Piri Balázs (független)[10]
- 2014–2019: Piri Balázs (független)[11]
- 2019–2024: Piri Balázs (független)[12]
- 2024– : Piri Balázs (független)[1]

A településen 2001. április 8-án időközi polgármester-választást tartottak, az előző polgármester halála miatt.

## Nevezetességei
- Erdődy kastély
- Evangélikus temploma - 1790-ben épült

## Népesség
A település népességének változása:
| Lakosok száma | 325  | 327  | 331  | 232  | 273  | 258  | 249  |
|               | 2013 | 2014 | 2015 | 2021 | 2022 | 2023 | 2024 |

A 2011-es népszámlálás során a lakosok 91,9%-a magyarnak, 7,4% németnek mondta magát (6,5% nem nyilatkozott; a kettős identitások miatt a végösszeg nagyobb lehet 100%-nál).
2022-ben a lakosság 90,8%-a vallotta magát magyarnak, 2,6% németnek, 1,5% cigánynak, 0,4% egyéb, nem hazai nemzetiségűnek (7% nem nyilatkozott; a kettős identitások miatt a végösszeg nagyobb lehet 100%-nál).

## Vallási megoszlása
A 2001-es népszámlálás adatai szerint Szergény 395 lakosának nagy többsége, 327 fő (82,8%) evangélikusnak vallotta magát, 48 fő (12,2%) római katolikusnak, 5 fő (1,3%) pedig reformátusnak.
2011-ben a vallási megoszlás a következő volt: római katolikus 9%, evangélikus 74,8%, református 1%, felekezet nélküli 2,3% (12,9% nem nyilatkozott).
2022-ben vallásuk szerint a szergényiek 57,5%-a volt evangélikus, 12,1% római katolikus, 1,1% református, 2,9% felekezeten kívüli (26,4% nem válaszolt).

## Testvértelepülése
- Agyagosszergény (Győr-Moson-Sopron vármegye)